# زویکو دیجیتال ئی‌دی ۹–۱۸میلی‌متر ۱:۴٫۰–۵٫۶
زویکو دیجیتال ئی‌دی ۹-۱۸میلی‌متر ۱:۴٫۰-۵٫۶ (به انگلیسی: Zuiko Digital ED 9-18mm 1:4.0-5.6) نام لنز دوربین عکاسی از نوع زوم واید است که توسط شرکت المپوس تولید می‌شود. فاصلهٔ کانونی این لنز ۹ تا ۱۸ میلی‌متر، دیافراگم آن دارای ۷ تیغه و ضریب اف آن اف ۴٫۰ تا ۵٫۶ تا اف ۲۲ است. این لنز در 2009 میلادی تولید و عرضه شده‌است.